# Forest Home
Forest Home és una concentració de població designada pel cens dels Estats Units a l'estat de Nova York. Segons el cens del 2000 tenia 941 habitants.

## Demografia
Segons el cens del 2000, Forest Home tenia 941 habitants, 424 habitatges, i 245 famílies. La densitat de població era de 1.397,4 habitants/km².
Dels 424 habitatges en un 31,4% hi vivien nens de menys de 18 anys, en un 51,9% hi vivien parelles casades, en un 5,2% dones solteres, i en un 42% no eren unitats familiars. En el 25,5% dels habitatges hi vivien persones soles l'1,4% de les quals corresponia a persones de 65 anys o més que vivien soles. El nombre mitjà de persones vivint en cada habitatge era de 2,22 i el nombre mitjà de persones que vivien en cada família era de 2,76.
Per edats la població es repartia de la següent manera: un 20,9% tenia menys de 18 anys, un 9% entre 18 i 24, un 58% entre 25 i 44, un 7,3% de 45 a 60 i un 4,7% 65 anys o més.
L'edat mediana era de 29 anys. Per cada 100 dones de 18 o més anys hi havia 97,3 homes.
La renda mediana per habitatge era de 23.345 $ i la renda mediana per família de 30.759 $. Els homes tenien una renda mediana de 23.092 $ mentre que les dones 26.316 $. La renda per capita de la població era de 17.918 $. Entorn del 23,3% de les famílies i el 22% de la població estaven per davall del llindar de pobresa.